# Trupanea crassitarsis
Trupanea crassitarsis är en tvåvingeart som först beskrevs av Erich Martin Hering 1940.  Trupanea crassitarsis ingår i släktet Trupanea och familjen borrflugor. Inga underarter finns listade i Catalogue of Life.